# Frank van Dun

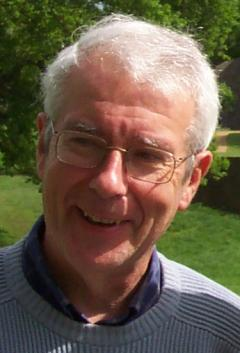
Frank van Dun

Frank van Dun (Antwerpen, 22 februari 1947) is een Vlaams rechtsfilosoof en libertariër. Hij is professor emeritus aan de rechtsfaculteiten van de Universiteit Gent en de Universiteit Maastricht. Hij is actief binnen Libera! en was actief in het Murray Rothbard Instituut.

## Levensloop
Na in 1965 zijn middelbare studies Grieks-Latijn aan het Koninklijk Atheneum van Berchem voltooid te hebben, behaalde Frank van Dun in 1970 zijn doctoraatstitel in de rechten aan de Gentse Rijksuniversiteit. In de periode 1967-1971 combineerde van Dun zijn rechtenstudie met die van wijsbegeerte aan dezelfde universiteit. In 1982 behaalde hij de titel geaggregeerde voor het hoger onderwijs met zijn proefschrift 'Het fundamenteel rechtsbeginsel, een essay over de grondslagen van het recht'. Van 1986 tot 2005 was Frank van Dun universitair hoofddocent Rechtsfilosofie aan de Universiteit van Maastricht. Van 1974 tot 1985 was hij verbonden aan het Seminarie voor Algemene Rechtsleer van de rechtsfaculteit van de Universiteit Gent. Sedert 1989 is hij lid van de Vakgroep Grondslagen en Geschiedenis van het Recht van dezelfde faculteit. In 2013 kreeg hij uit handen van Paul Cliteur de Prijs voor de Vrijheid van denktank Libera!.

## Rechtsfilosofie
Van Dun is de auteur van "Het fundamenteel rechtsbeginsel" (1983), dat tot de belangrijkste eigentijdse werken van libertarisch filosofische inslag wordt gerekend. Het boek beoogt een antwoord te geven op de vraag “Wat is recht?”. Het uitgangspunt ervan is dat deze en andere vragen alleen in kritische dialoog en argumentatie-op-tegenspraak een rationeel overtuigend antwoord kunnen krijgen. Daarom zijn in een filosofisch verdedigbare rechtstheorie de formele voorwaarden en vooronderstellingen (in het bijzonder “vrijheid onder gelijken”) van dialoog en argumentatie van fundamenteel belang. De inachtneming van die voorwaarden is bepalend voor elke rechtmatige praktijk, in het bijzonder voor de institutionalisering van rechtspraak en de organisatie van gerechtelijke procedures.
Op basis van dat uitgangspunt verdedigt Van Dun dat iedere individuele, natuurlijke persoon absolute zelfbeschikking (“recht”) over zijn leven, eigendom en vrijheid heeft voor zover de uitoefening van dat recht de zelfbeschikking van anderen niet aantast. Iedere vorm van geweld tegen of miskenning van een andere persoon en diens eigendom is een onrechtmatige daad. Een rechtssysteem gebaseerd op deze eenvoudige principes is coherent en realiseerbaar omdat het geen beperkende voorwaarden bevat die vreedzame samenwerking en conflictoplossing in de weg staan en geen immuniteit of privileges verleent aan personen of organisaties (zoals staten) om onrechtmatige daden te stellen.
Het onderscheid tussen “recht” (rechtsorde) en “wet” (wettelijke orde) is een constante in het werk van Van Dun. Hij stelt dat natuurlijke personen ook in de huidige rechtssystemen in de Westerse wereld ten onrechte gereduceerd zijn tot “human resources”, bij of krachtens de wet verplicht tot gehoorzaamheid en onderdanigheid aan beleidsvoorschriften van een politieke overheid.
Een aantal conclusies van Van Dun staan haaks op algemeen aanvaarde gedragsregels in de Westerse wereld:
- De mogelijkheid tot discriminatie door het individu is een wezenlijk onderdeel van persoonlijke vrijheid;
- Dat geldt ook voor individueel uittreden en collectieve secessie uit georganiseerde verbanden, ongeacht of die van contractueel-economische dan wel institutioneel-politieke aard zijn.
- Aan een persoon die zich bereid toont een rechtmatige oplossing voor een conflict of betwisting te zoeken en te aanvaarden kan geen rechter worden opgedrongen, noch door de tegenpartij noch door derden: een “rechter” is geen vertegenwoordiger van enige overheid.

## Rechts- en geweldsmonopolie
Met betrekking tot de staatsmonopolies op recht en geweld stelt Van Dun het volgende:
- Het monopoliseren van het rechtssysteem maakt dat het partijdig en beïnvloedbaar is, en bijgevolg tot onrecht kan leiden
- De huidige Westerse rechtssystemen komen in feite neer op een verzameling van willekeurige wetten, en zijn eerder "onrecht" dan "recht". Wanneer de (steeds uitdijende) wetgeving tegen de rechtmatigheidscriteria van Van Dun worden gelegd dan blijkt dat zij die op een bijna systematische wijze ondergraaft. In de theorie van Van Dun is dergelijke wetgeving dan ook geen “bron” of “uitdrukking” van recht;
- Van Dun stelt dat aan de Rechten van de mens, zoals opgesomd in de Universele Verklaring van de Rechten van de Mens van de Verenigde Naties en het Europees Verdrag voor de Rechten van de Mens van de Raad van Europa onmogelijk te voldoen is door een schaarste aan middelen en omdat ze tegenstrijdig zijn aan elkaar. Het "recht op onderdak" impliceert bijvoorbeeld het “recht van de staat of overheid” om met politieke middelen (inclusief geweld) bezittingen te herverdelen ongeacht de rechtmatigheid ervan. Volgens Van Dun zijn deze "mensenrechten" op maat gesneden koek voor de politieke machtssystemen zoals wij die in het Westen kennen. Door de inherente tegenspraken zijn er altijd "meesters" (politieke machthebbers) nodig die oordelen welk "mensenrecht" prioritair van toepassing is, op wie, en in welke mate. Zo wordt de grens tussen rechten van mensen en overheidsgunsten wel heel vaag.

Een fundamentele vraag betreft het geweldsmonopolie van de staten. Is dit monopolie niet alleen fysiek, maar ook moreel verwerpelijk? In het rechtssysteem van Van Dun is het geweldsmonopolie van de staten hoe dan ook niet rechtmatig. Het is hoogstens een feit, zeker geen bron van recht.

## Maatschappij en samenleving
Van Dun verdedigt een samenleving gebaseerd op respect voor natuurlijke rechten. Natuurlijke rechten zijn de rechten (“grenzen”) van natuurlijke personen: zij zijn bepaald niet alleen door het onderscheid tussen personen en andere dingen maar ook door het onderscheid tussen de ene en de andere persoon. Zij zijn derhalve fundamenteel verschillend van “maatschappelijke rechten” die de aanspraken en bevoegdheden van denkbeeldige personen (maatschappelijke posities en functies zoals ‘directeur’, ‘minister’, ‘burger’, ‘belastingplichtige’, ‘gepensioneerd ambtenaar’) ten opzichte van elkaar afgrenzen.
Van Dun hecht groot belang aan het onderscheid tussen begrippen maatschappij en samenleving. Een maatschappij is in zijn visie een doelgerichte hiërarchische ordening van posities, rollen en functies. In een kader van min of meer stabiele organisatie regels, schrijven een of meerdere bestuursniveaus gedrags- en beleidsregels voor die zij doen naleven door de leden of onderhorigen van de maatschappij. Mensen hebben in een maatschappij dan ook geen eigen rechten maar enkel de “rechten” die de maatschappelijke organisatie verbindt aan de positie, rol of functie die zij in het maatschappelijke verband bekleden, respectievelijk vervullen of uitoefenen.
Daartegenover staat de samenleving van mensen die in eigen naam volgens eigen natuurlijk recht optreden, dus zichzelf vertegenwoordigen (en niet enige maatschappelijke functie). De samenleving van natuurlijke personen heeft haar eigen natuurlijke rechtsorde van vrijheid onder gelijken. Daarin is in beginsel niemand meester van iemand anders, en niemand tegen zijn wil horig aan iemand anders. De orde van samenleven is in haar fundamentele structuur onveranderlijk zolang er mensen bestaan. Maatschappijen zijn daarentegen onderling heel verscheiden en ook intern uiterst variabel: dat geldt ook voor hun organisatie- en beleidsregels. Het zogenaamde “positieve recht” van een maatschappelijke recht kan alleen als rechtmatig beschouwd worden voor zover het verenigbaar is met, zich plooit naar en waar nodig wijkt voor de eisen van de natuurlijke rechtsorde. In de rechtstheorie van Van Dun is het vigerende rechts positivisme, dat de natuurlijke rechtsorde ontkent of ten minste bagatelliseert, dan ook filosofisch onhoudbaar.

## Mensenrechten
Van Dun is een sterk voorstander voor de "Fundamentele Rechten van de Mens" in plaats van de "Universele verklaring van de rechten van de mens".
Mensenrechten, zo betoogt Van Dun, en zijn helemaal geen rechten in de gewone zin: “De idee van ‘rechten’ – in tegenstelling tot bijvoorbeeld ‘begeerten’ of ‘gunsten’ – impliceert immers dat rechten een coherente orde (een rechtsorde) vormen. Dat wil zeggen dat het mogelijk is alle rechten tegelijk te respecteren. Voor de moderne mensenrechten is dat echter nu en in de voorzienbare toekomst niet mogelijk”. Van Dun geeft het voorbeeld van het ‘recht op gezondheid’ zoals geformuleerd door de onder auspiciën van de VN opgerichte Wereldgezondheidsorganisatie: “Gezondheid is een toestand van volledig fysiek, mentaal en sociaal welzijn en niet slechts de afwezigheid van ziekte of letsel. Het genot van de hoogst bereikbare maat van gezondheid is een van de fundamentele rechten van iedere mens zonder onderscheid van ras, religie, politieke overtuiging, economische of sociale situatie”. Dit betekent dat iedereen recht heeft op alle optimale zorgen voor gelijk welk letsel of gelijk welke frustratie. Zoiets is principieel niet realiseerbaar gezien de schaarste der middelen waarover de mensheid in haar geheel beschikt. Om ook maar een miniem deel van het geschetste ‘fundamentele recht’ voor eenieder te garanderen, zouden op grootscheepse schaal bij alle mensen middelen en rijkdom moeten worden weggenomen, wat natuurlijk weer ingaat tegen andere ‘fundamentele rechten’ van de aldus beroofden. Er moeten dus prioriteiten worden gesteld, door een instantie die boven de mensenrechten en de mensenrechtsubjecten uitstijgt. Die keuze gebeurt per definitie buiten het recht om, want de keuze moet juist de door het valse ‘recht’ opgeroepen problemen oplossen. Er is geen coherente orde of rechtsorde mogelijk en vermoedelijk is dit ook de bedoeling. De instantie die de prioriteiten bepaalt in geval van botsende rechten, doet dit per definitie niet op basis van recht, en dus op basis van willekeur of on-recht, wat leidt tot een toestand waarin een bewind van willekeur wordt uitgeoefend in naam van het allerhoogste recht. Het belangrijkste inzicht is dat de mensenrechten hiermee een instrument zijn ter verdierlijking van de mens. Wat de mens onderscheidt van dieren, planten en mineralen, is dat hij een individueel oordeelsvermogen en een individueel geweten heeft. Dieren hebben ook een stem, maar dat alleen de mens kan spreken (dit onderscheid komt van Aristoteles). Een dier kan wel via zijn stem goedkeuring of weerzin uitdrukken, maar het kan geen gearticuleerde voorstellen lanceren of bespreken, noch daarover in gemeenschap beslissen. De overheden die in Europa en Noord-Amerika de dienst uitmaken, verlenen de mens wel een ‘stem’, maar die stem is dierlijk in de zeer precieze betekenis, dat ze niet de drager kan zijn van een ondubbelzinnig uitgedrukte gedachte. Een burger kan in een dergelijk regime via zijn ‘stem’ wel op een algemene en ongedifferentieerde wijze tevreden knorren, of loeiend zijn ongenoegen kenbaar maken (de zogenaamde ‘proteststem’). Hij heeft ‘recht’ op een dierlijke reactie, maar zijn menselijke aanleg om over concrete voorstellen een moreel oordeel te vellen, wordt niet aangesproken. Mensenrechten zijn eigenlijk dierenrechten, aldus Van Dun. Het zijn geen echte rechten, maar een soort verbintenis die de eigenaar van de dieren aangaat om zijn dieren goed te laten leven. In welke zin dit ‘goed leven’ moet worden opgevat, bepaalt evenwel de eigenaar en niet het dier. De mensenrechten zijn, aldus noteert van Dun, in laatste instantie uitdrukkingen van begerigheid: “Absolute, onvoorwaardelijke bevrediging is het fundamentele mensenrecht. Niet zijn morele maar zijn erotische natuur, zijn onbegrensde begerigheid, maakt de mens tot rechtssubject. Elke frustratie is een onrecht”. Van Dun brengt dit element met een ander in overeenstemming, namelijk de noodzaak voor de genieters van de mensenrechten, om hun vrijheid uit te leveren aan een soeverein die over hen heerst, zorgt voor de vrijwaring van hun ‘mensenrechten’, en daaraan ook zijn legitimiteit ontleent: “Vrijheid in klassieke zin (‘iedere mens oefent zelf zijn door die van anderen beperkte rechten uit’) en recht in de moderne zin (‘bevrediging van alle begeerten’) gaan niet samen.

## ARISE
De krant Le Soir meldde in 2010 dat Van Dun tussen 1988 en 2000 lezingen gegeven zou hebben voor ARISE (Associates for Research into the Science of Enjoyment), een door tabaksfabrikanten gefinancierde organisatie. Volgens Van Dun was hij niet op de hoogte van de achtergrond van ARISE en had hij slechts twee lezingen gegeven waarvoor hij ook niet betaald werd. Van Dun verwijst naar de steeds voortschrijdende betutteling van de burger door politici. Hij komt hierbij op voor de rechten van het individu om zelf de keuze roken of niet roken te maken en stelt dat het niet de taak van de overheid is het individu principieel dit recht te ontzeggen, ook al zou het voor het individu bewezen zijn dat het schadelijk is.

## Publicaties
- "Het fundamenteel rechtsbeginsel, een essay over de grondslagen van het recht" (Kluwer Rechtswetenschappen, Antwerpen, 1983 - Dit boek is in maart 2008 heruitgegeven onder auspiciën van het Murray Rothbard Instituut)
- "De Utopische Verleiding" (in samenwerking met Hans Crombag - Uitgeverij Contact, Amsterdam, 1997)
- "Mens, burger, fiscus: de belastingmaatschappij in natuurrechtelijk perspectief" (Shaker Publishing, Maastricht, 2000)
- "In the Shadow of the Prodigy" (privaat beheer, 2007)
- “De Utopie van de Mensenrechten“ (Murray Rothbard Instituut, 2012)